# Алабугинский сельсовет
Алабугинский сельсовет — сельское поселение в Каргатском районе Новосибирской области Российской Федерации.
Административный центр — село Мамонтовое.

## История
Статус и границы сельского поселения установлены Законом Новосибирской области от 2 июня 2004 года № 200-ОЗ «О статусе и границах муниципальных образований Новосибирской области»

## Население
| 2002  | 2010  | 2012  | 2013  | 2014  | 2015  | 2016  |
| ----- | ----- | ----- | ----- | ----- | ----- | ----- |
| 1786  | ↘1294 | ↘1215 | ↘1155 | ↘1122 | ↘1087 | ↘1077 |
| 2017  | 2018  | 2019  | 2020  | 2021  |       |       |
| ↘1050 | ↘1021 | ↘999  | ↘938  | ↘908  |       |       |

## Состав сельского поселения
| № | Населённый пункт | Тип населённого пункта       | Население |
| - | ---------------- | ---------------------------- | --------- |
| 1 | Алабуга          | деревня                      | ↘376      |
| 2 | Мамонтовое       | село, административный центр | ↘275      |
| 3 | Москвинский      | посёлок                      | ↘99       |
| 4 | Озерки 6-е       | деревня                      | ↘266      |
| 5 | Петровский       | посёлок                      | ↘191      |
| 6 | Сапожковский     | посёлок                      | ↘87       |